# Guaiacum
Guaiacum és un gènere de la família Zygophyllaceae. Té sis espècies d'arbusts i arbres, natiu de les regions subtropicals i tropicals de les Amèriques.
Són bells arbres ornamentals; creixen lentament, aconsegueixen 20 m, encara que usualment no porten ni a la meitat. Produeixen guajacum, una goma resinosa usada en certes drogues: tracta una varietat de malalties des de tos a artritis. Amb astilles es fa un te.

## Usos
El gènere és famós com proveïdor de Lignum vitae: bigues i fustes de diverses spp. d'aquest gènere. A més d'altres aplicacions, la goma natural d'aquesta fusta s'usava per a tractar la sífilis: Benvenuto Cellini registra el seu ús per a això en les seves memòries. La dosi que Nashe compte en l'article Honorificabilitudinitatibus (ho crida 'guiacum'). En homeopatia, s'usa en pacients amb malalties cròniques de destructives miasmes.
Guaiacum officinale és la flor nacional de Jamaica, i Guaiacum sanctum és l'arbre nacional de Bahames.

## Taxonomia
- Guaiacum angustifolium
- Guaiacum coulteri
- Guaiacum officinale
- Guaiacum sanctum
- Guaiacum unijugum

Totes les espècies de Guaiacum estan citades en CITIS